# Jean Doyen
Jean Doyen   (17è districte de París, 9 de març de 1907 - Versalles, 21 d'abril de 1982) va ser un pianista, pedagog i compositor francès clàssic.

## Biografia
Nascut a París, Doyen es va graduar al Conservatori de París com a pianista el 1922. Va començar a aprendre l'instrument amb Jeannine Barbulée (professora de Samson François i Yvonne Lefébure), després va estudiar amb Louis Diémer (1919) i finalment amb Marguerite Long. El 1924 va debutar en solitari amb els Concerts Colonne. També va participar en el ballet Les Rencontres de Jacques Ibert a l'Òpera Garnier.
El 1926 va treballar a la Radiodiffusion Française, però al mateix temps va tornar al Conservatori en classe de contrapunt amb Georges Caussade i composició musical amb Paul Vidal i Henri Büsser.
Del 1941 al 1977 va ser professor de piano al Conservatori de París, succeint a Marguerite Long. Entre els seus alumnes hi havia Idil Biret, Roger Boutry, Philippe Entremont, Marie-Thérèse Fourneau, Claude Kahn, André Krust, Arthur Moreira Lima, Bernard Job, Dominique Merlet i Chantal Riou.
Doyen és conegut sobretot per les seves interpretacions de la música francesa dels segles xix i xx, sobretot en les obres de Gabriel Pierné, Reynaldo Hahn i Vincent d'Indy i és considerat un dels grans intèrprets d'aquest repertori i sobretot de Maurice Ravel i Gabriel Fauré. També li agradava tocar Fantaisie sur un vieil air de ronde française de Vincent d'Indy i Trois Danses de Gustave Samazeuilh. No obstant això, va gravar els vals de Chopin i va estrenar les Variacions sobre un tema de Don Juan.
Com a compositor, va publicar un Rèquiem, un concert per a piano, una suite en si, Marine per a quartet de corda i quartet vocal femení.
La seva filla, Geneviève Doyen (1944-2004) també va ser pianista. Tot i això, no hi ha cap relació amb Ginette Doyen (àlies Geneviève Fournier, 1921-2002), casada i col·laboradora musical del violinista Jean Fournier, el germà de Pierre Fournier.

## Discografia
- Chopin's 14 waltzes (1956, LP Fontana 700.009 / Philips A77405L)[1] OCLC 658636818
- Fauré's work for piano (1972, 4CDs Erato) OCLC 37861308
- Fauré, Piano Quartet No. 2 in G minor, Op. 45 - Trio Pasquier: Jean Pasquier (violí), Étienne Pasquier (cello), Jean Doyen (piano) (1964, Erato) OCLC 658715211
- Ernesto Halffter, Rapsodia Portuguesa for piano and orchestra - Jean Doyen (piano); Orchestre du Conservatoire de Paris, conductor Charles Munch (October 1941/March 1942)
- Mozart Piano Concerto No. 20, Fantasia in D minor K 397 - Orchestre de la Société des concerts du Conservatoire, dir. Charles Munch (23 de desembre, 1941 i 2 de febrer, 1942, Lys) OCLC 275727667
- Ravel, piano music, Concertos - Orchestre Lamoureux, dir. Jean Fournet (1954, Philips / 2CDs Accord) OCLC 658417979